# UHL F900 Ecolifter
Der F900 Ecolifter (auch als Ecolift F900 bezeichnet) ist ein Mehrzweckschiffstyp der Hamburger Schwergutreederei United Heavy Lift.

## Geschichte
Das neun Einheiten umfassende erste Los der Serie wurde 2015 von der US-amerikanischen Schwergutreederei Intermarine aus Houston in Zusammenarbeit mit den Hamburger Unternehmen Hammonia Reederei und Peter Döhle Schiffahrts-KG in Auftrag gegeben. Der Schiffsentwurf wurde auf der Basis der Betriebserfahrung mit der Intermarine F800-Serie als Mehrzweck-Schwergutfrachtschiff mit vorne angeordnetem Deckshaus und zwei Laderäumen ausgelegt. Der Bau der Schiffe erfolgte auf zwei Werften des chinesischen Schiffbaukonzerns China State Shipbuilding Corporation, deren Tochtergesellschaft CSSC-Leasing die Schiffe in einer Langzeitcharter an die Auftraggeber vermietet. Mitte 2018 übernahm die Bremer Reederei Zeaborn die Mehrheit bei Intermarine und legte die gemeinsamen Aktivitäten zusammen mit der im Aufbau befindlichen F900-Serie unter der neuen Marke Zeamarine zusammen. Die Schiffe bildeten dort den Typ ZEA 14K-900. Ein Teil der Schiffe fuhr weiter für die Reederei Intermarine.
Nachdem Zeamarine Ende 2019 in finanzielle Schwierigkeiten geraten war, übernahm United Heavy Lift Anfang Januar 2020 die neun bis dahin von Zeamarine betriebenen sowie die noch abzuliefernden über die Gustav-Zech-Stiftung des hinter Zeamarine stehenden Bremer Unternehmers Kurt Zech finanzierten acht weiteren Einheiten des zweiten Bauloses. 2022 wurden nochmal zwei weitere Schiffe des Typs von United Heavy Lift in Auftrag gegeben. Die Schiffe werden über ein Joint Venture von Zech und United Heavy Lift betrieben. Sie fahren in Langzeitcharter bei United Heavy Lift. Bereedert werden sie von der Hammonia Reederei (13 Schiffe) und von Zeaborn Ship Management (6 Schiffe) in Hamburg.
Die Schiffe werden in der Hauptsache in der weltweiten Fahrt für den Transport von Schwergut, Massenstückgut, kleineren Projektladungen oder Containern eingesetzt.

## Technik

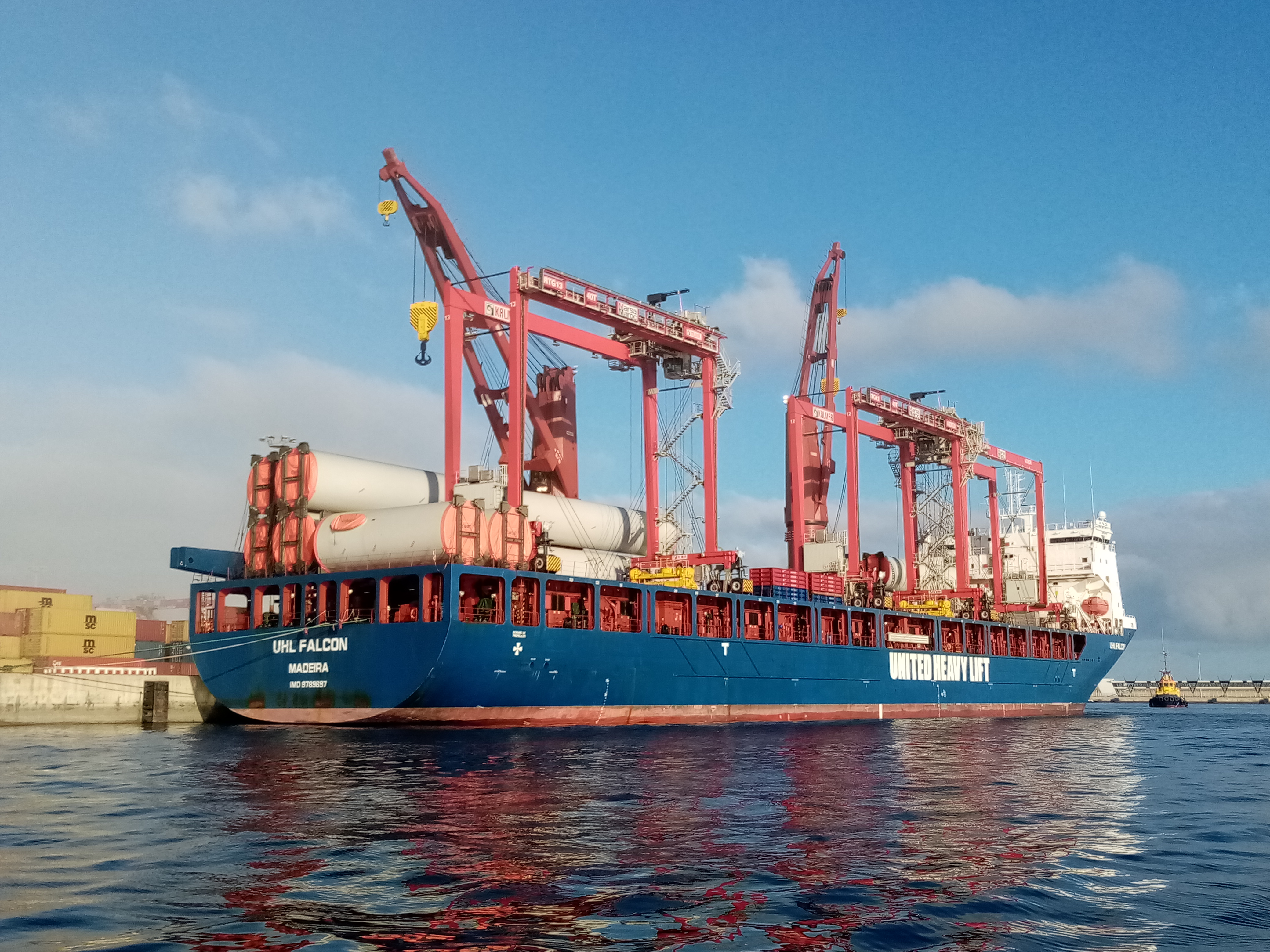
Heckansicht der UHL Falcon

Die Schiffe verfügen über zwei Laderäume. Die Luke von Laderaum 1 ist 7,50 m lang und 20,00 m breit, die von Laderaum 2 ist 105,45 m lang und 20,00 m breit. Der Rauminhalt der beiden Laderäume beträgt insgesamt 25.127 m³, bei Mitnahme der herausnehmbaren Zwischendeckselemente verbleibt ein Rauminhalt von 23.600 m³. In den Laderäumen stehen insgesamt 3.870 m² und an Deck 2.990 m² Fläche, insgesamt also 6.860 m², zur Verfügung. Die Tankdecke ist für Belastungen von 16 Tonnen/m² ausgelegt und für den Ladungsumschlag mit Greifern verstärkt. Die versetzbaren Zwischendecks und die Lukendeckel können jeweils mit fünf Tonnen/m² belastet werden. Die Laderäume der Schiffe werden mit Falt- und Pontonlukendeckeln verschlossen, die beim Transport sperriger Ladung weggelassen werden können. Die Pontonlukendeckel im mittleren Bereich der Schiffe sind verstärkt und können mit 8 t/m² belastet werden.
Die Schiffe sind für den Transport von Containern vorbereitet. Die Containerkapazität beträgt 1011 TEU, 471 TEU im Raum und 540 TEU an Deck. Für Kühlcontainer stehen 100 Anschlüsse zur Verfügung. In den Laderäumen können 13 20-Fuß-Container und an Deck 17 20-Fuß-Container hintereinander geladen werden.
Die Schiffe sind mit zwei an Backbord angebrachten elektrohydraulischen McGregor-Schiffskränen ausgerüstet, deren Hubvermögen jeweils 450 Tonnen beträgt. Im gekoppelten Betrieb können daher variantenabhängig Kolli von bis zu 900 Tonnen bewegt werden.
Der Antrieb der Schiffe besteht aus einem Zweitakt-Siebenzylinder-Dieselmotor des Typs MAN 7S40 ME-B9.5 mit 4800 kW Leistung, der auf einen Festpropeller wirkt. Die Schiffe erreichen eine Geschwindigkeit von etwa 15 Knoten. Weiterhin stehen drei von Daihatsu-Dieselmotoren (Typ: 6DEM-18) angetriebene Generatoren mit jeweils 493 kVA Scheinleistung und ein von einem MAN-Dieselmotor (Typ: D2876) angetriebener Notgenerator mit 124 kVA Scheinleistung zur Verfügung. Der Maschinenraum ist im hinteren Bereich des Rumpfes hinter den Laderäumen angeordnet. Die An- und Ablegemanöver werden durch ein elektrisch mit 900 kW Leistung angetriebenes Kawasaki-Bugstrahlruder mit Verstellpropeller unterstützt.
Der Rumpf der Schiffe ist eisverstärkt (Eisklasse E3)
Das Deckshaus befindet sich im vorderen Bereich der Schiffe. Dies hat den Vorteil, dass die Schiffe an Deck voluminöse Ladungen befördern können, ohne dass dadurch die Voraussicht von der Brücke eingeschränkt wird. Zusätzlich bietet das Deckshaus der Decksladung einen Schutz gegen überkommendem Wasser. Die Back vor dem Deckshaus ist gedeckt.

## Schiffe
| F900 Ecolifter       | F900 Ecolifter           | F900 Ecolifter | F900 Ecolifter                                      | F900 Ecolifter                                        | F900 Ecolifter                                    |
| Bauname              | Bauwerft Baunummer       | IMO- Nummer    | Kiellegung Stapellauf Fertigstellung                | Auftraggeber                                          | Umbenennungen und Verbleib                        |
| -------------------- | ------------------------ | -------------- | --------------------------------------------------- | ----------------------------------------------------- | ------------------------------------------------- |
| Industrial Fame      | Hudong-Zhonghua H1685A   | 9785378        | 27. Juli 2015 2. November 2018                      | Hammonia Reederei, Hamburg Earl Shipping              | 2019 Zea Fame, 2020 UHL Fame, so in Fahrt         |
| Industrial Fusion    | Hudong-Zhonghua H1686A   | 9785380        | 27. Juli 2015 22. Juli 2017 20. November 2018       | Hammonia Reederei, Hamburg Elmar Shipping             | 2019 Zea Fusion, 2020 UHL Fusion, so in Fahrt     |
| Industrial Frontier  | Guangzhou Wenchong H5516 | 9789685        | 28. Juli 2015 5. Mai 2017 7. Januar 2019            | Hammonia Reederei, Hamburg Ernest Shipping            | 2019 Zea Frontier, 2020 UHL Frontier, so in Fahrt |
| Industrial Fast      | Hudong-Zhonghua H1687A   | 9785392        | 28. Juli 2015 2. November 2017 21. Januar 2019      | Hammonia Reederei, Hamburg Elsa Shipping              | 2019 Zea Fast, 2020 UHL Fast, so in Fahrt         |
| Zea Flash            | Hudong-Zhonghua H1688A   | 9785407        | 28. Juli 2015 1. Juli 2018 1. Februar 2019          | Hammonia Reederei, Hamburg Emma Shipping              | 2020 UHL Flash, so in Fahrt                       |
| Industrial Falcon    | Guangzhou Wenchong H5517 | 9789697        | 28. Juli 2015 28. Juni 2017 26. Februar 2019        | Hammonia Reederei, Hamburg Essency Shipping           | 2019 Zea Falcon, 2020 UHL Falcon, so in Fahrt     |
| Zea Focus            | Hudong-Zhonghua H1689A   | 9813230        | 30. November 2015 12. Oktober 2018 23. April 2019   | Hammonia Reederei, Hamburg Empire Shipping            | 2020 UHL Focus, so in Fahrt                       |
| Zea Fortune          | Hudong-Zhonghua H1690A   | 9813242        | 30. November 2015 21. Februar 2019 12. Juni 2019    | Hammonia Reederei, Hamburg Epoch Shipping             | 2020 UHL Fortune, so in Fahrt                     |
| Zea Future           | Guangzhou Wenchong H5519 | 9808845        | 28. Juli 2015 12. Januar 2019 22. Juli 2019         | Hammonia Reederei, Hamburg Excellency Shipping        | 2020 UHL Future, so in Fahrt                      |
| UHL Faith            | Hudong-Zhonghua H1691A   | 9892482        | 30. November 2015 7. August 2020 18. Januar 2021    | Hammonia Reederei, Hamburg Peter Döhle                | so in Fahrt                                       |
| UHL Freedom          | Guangzhou Wenchong H5573 | 9897121        | 4. Dezember 2015 11. November 2020 28. April 2021   | Zeamarine Carrier Fortune Lyra Shipping               | so in Fahrt                                       |
| UHL Force            | Hudong-Zhonghua H1692A   | 9892494        | 30. November 2015 13. November 2020 29. April 2021  | Zeaborn Fortune Colossians Shipping                   | so in Fahrt                                       |
| UHL Flair            | Guangzhou Wenchong H5574 | 9897133        | 4. Dezember 2015 8. Januar 2021 21. Juni 2021       | Zeamarine Carrier Fortune Matthew Shipping            | so in Fahrt                                       |
| UHL Fierce           | Hudong-Zhonghua H1693A   | 9892509        | 30. November 2015 30. Januar 2021 30. Juni 2021     | Hammonia Reederei, Hamburg Fortune Ephesians Shipping | so in Fahrt                                       |
| UHL Finesse          | Hudong-Zhonghua H1694A   | 9892511        | 30. November 2015 29. April 2021 27. September 2021 | Hammonia Reederei, Hamburg Fortune Grus Shipping      | so in Fahrt                                       |
| UHL Fighter          | Hudong-Zhonghua H1705A   | 9892523        | 30. November 2015 30. Juli 2021 9. Dezember 2021    | Hammonia Reederei, Hamburg Fortune Hebrews Shipping   | so in Fahrt                                       |
| UHL Felicity         | Hudong-Zhonghua H1706A   | 9892535        | 30. November 2015 18. November 2021 18. Mai 2022    | Hammonia Reederei, Hamburg Fortune Leo Shipping       | so in Fahrt                                       |
| UHL Fresh            | Hudong-Zhonghua H1874A   | 9972505        | 23. März 2023 8. Juli 2023 23. Januar 2024          | United Heavy Lift                                     | so in Fahrt                                       |
| UHL Fable            | Hudong-Zhonghua H1875A   | 9972517        | 11. Juli 2023 30. November 2023 30. April 2024      | United Heavy Lift                                     | so in Fahrt                                       |
| Daten: Equasis / DNV |                          |                |                                                     |                                                       |                                                   |

Die Schiffe fahren unter der Flagge Portugals, Heimathafen ist Madeira.